# San Guillermo, Chiapas
San Guillermo är en ort i Mexiko.   Den ligger i kommunen Villaflores och delstaten Chiapas, i den sydöstra delen av landet, 700 km sydost om huvudstaden Mexico City. San Guillermo ligger 566 meter över havet och antalet invånare är 103.
Terrängen runt San Guillermo är kuperad åt sydost, men åt nordväst är den bergig. San Guillermo ligger nere i en dal. Runt San Guillermo är det ganska glesbefolkat, med 24 invånare per kvadratkilometer. Närmaste större samhälle är Villa Hidalgo, 6,2 km sydväst om San Guillermo. I omgivningarna runt San Guillermo växer huvudsakligen savannskog.